# جبل السلطان (مذيخرة)

تعديل مصدري - تعديل

جبل السلطان محلة تابعة لقرية الغربي، التابعة لعزلة الاشعوب بمديرية مذيخرة إحدى مديريات محافظة إب في الجمهورية اليمنية، بلغ تعداد سكانها 451 حسب تعداد اليمن لعام 2004.